# Tracey Andersson

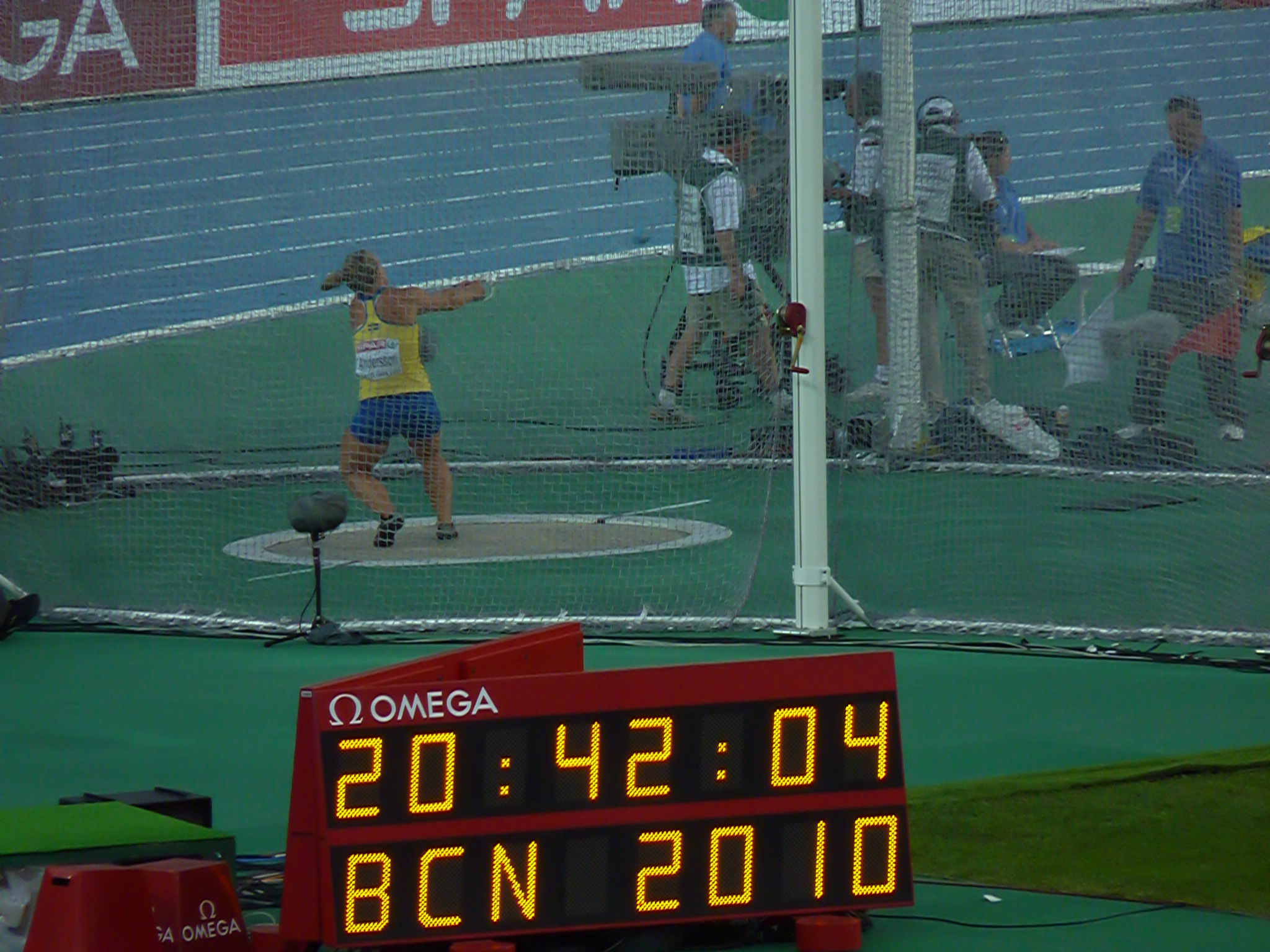
Tracey Andersson in Barcelona 2010

Tracey Andersson (* 5. Dezember 1984) ist eine schwedische Hammerwerferin. 
2006 schied sie bei den Leichtathletik-Europameisterschaften in Göteborg in der Qualifikation aus. 2010 wurde sie bei den Europameisterschaften in Barcelona Elfte. Vier Jahre später scheiterte sie bei den Europameisterschaften in Zürich in der Qualifikation.
2005 und 2008 wurde sie nationale Meisterin. Am 8. Juni 2010 stellte sie in Eskilstuna mit 69,28 m den aktuellen schwedischen Rekord auf.